# Point zéro (topographie)
Ne doit pas être confondu avec Point géodésique.
Pour les articles homonymes, voir Point zéro et Kilomètre zéro.

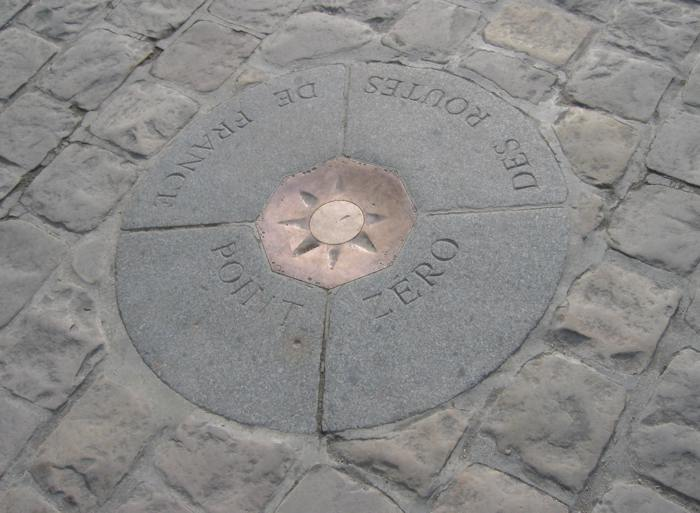
Le point zéro des routes de France, sur le parvis de la cathédrale Notre-Dame à Paris.

Le point zéro ou kilomètre zéro est, dans beaucoup de pays, un lieu particulier souvent situé dans la capitale depuis lequel les distances routières sont calculées. Une notion similaire existe parfois pour les villes secondaires et pour les routes ne passant pas par la capitale.

## Quelques points zéro

### Belgique

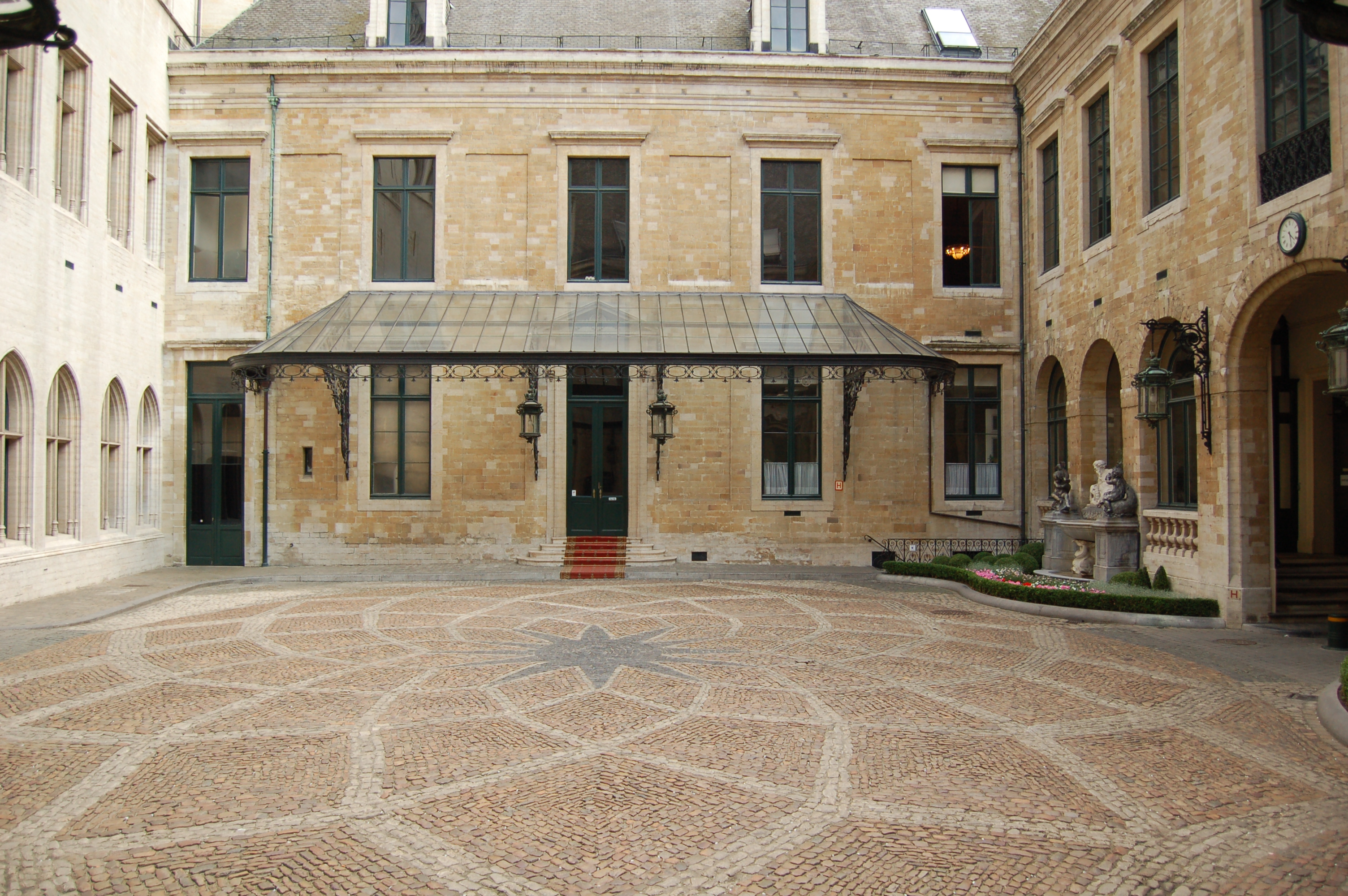
Point zéro à Bruxelles.

À Bruxelles, il est matérialisé par une étoile dans le pavement de la cour intérieure de l'Hôtel de ville de Bruxelles.

### Biélorussie
À Minsk, il se situe sur la place d'Octobre, devant le palais de la République.

### Brésil
À São Paulo, il se situe sur la Praça da Sé, devant la cathédrale métropolitaine.

### Canada
À Québec, il se situe devant l'hôtel du Parlement.

### Chili

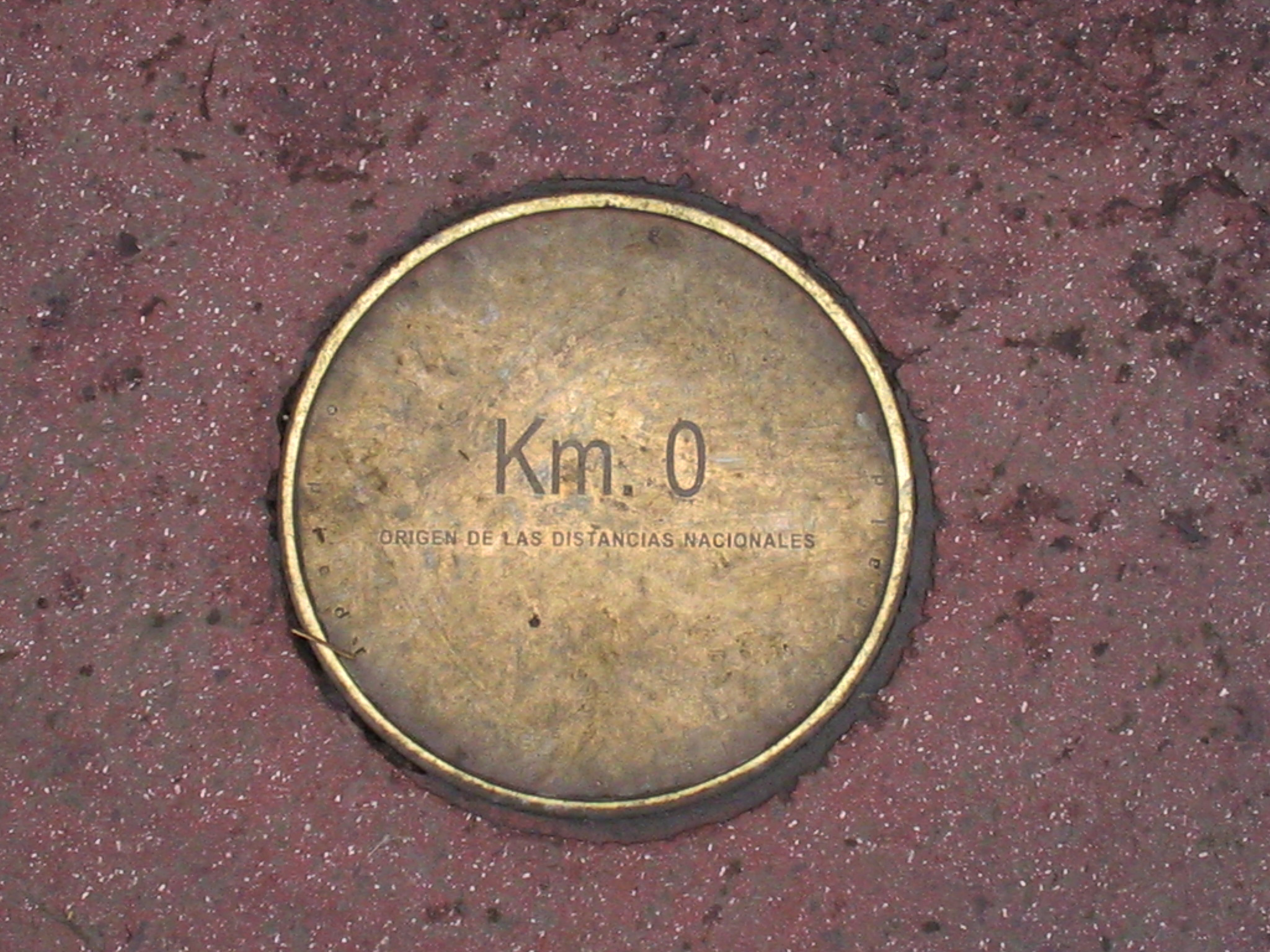
Point zéro à Santiago.

À Santiago, il se situe sur la place d'Armes, dans le centre de la ville.

### Cuba
À La Havane, il se situe à El Capitolio.

### Danemark
À Copenhague, il se situe sur la Rådhuspladsen.

### Espagne

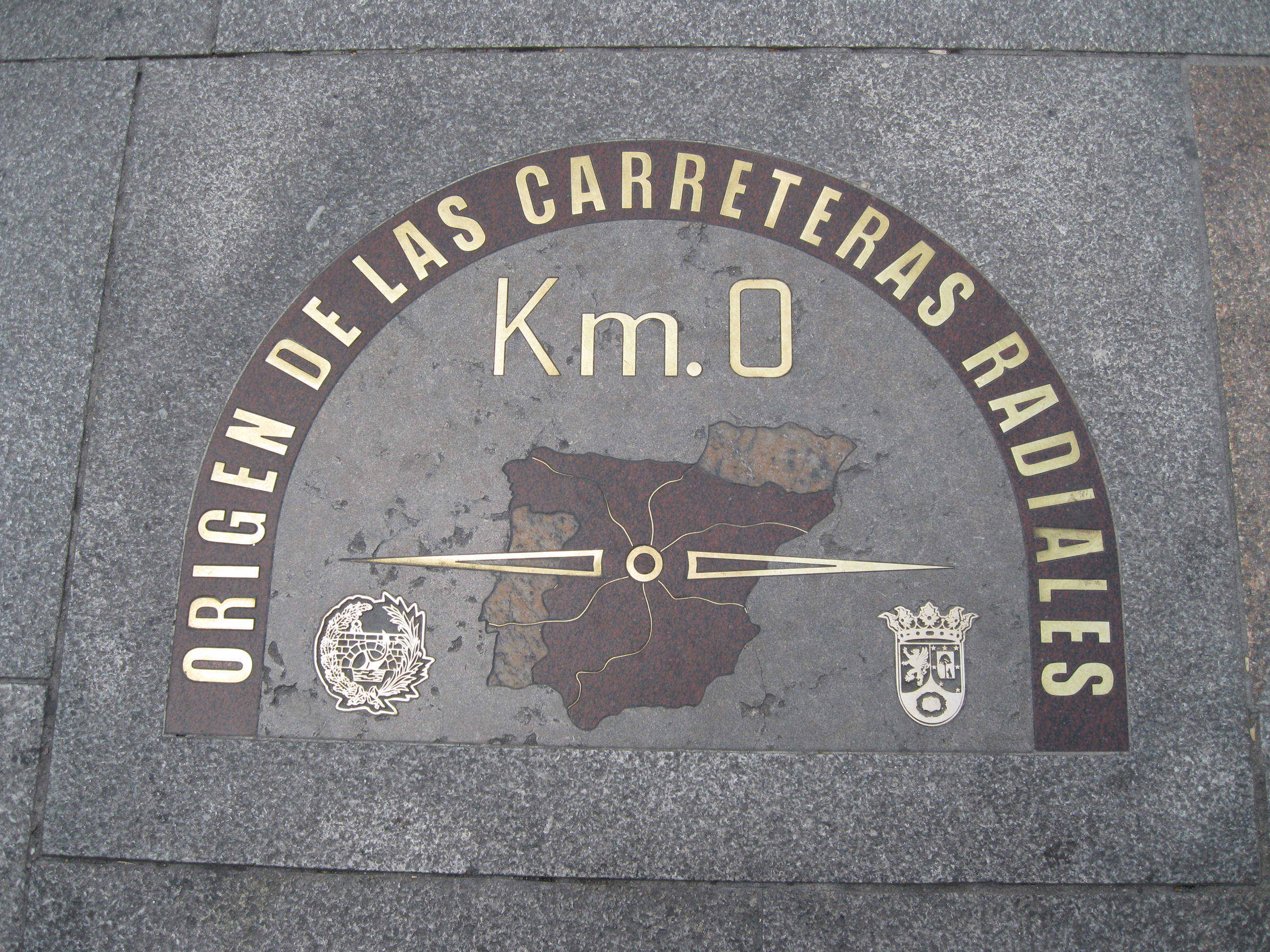
Point zéro à Madrid.

À Madrid, il se situe sur la Puerta del Sol, une place considérée comme le cœur de la ville.

### États-Unis

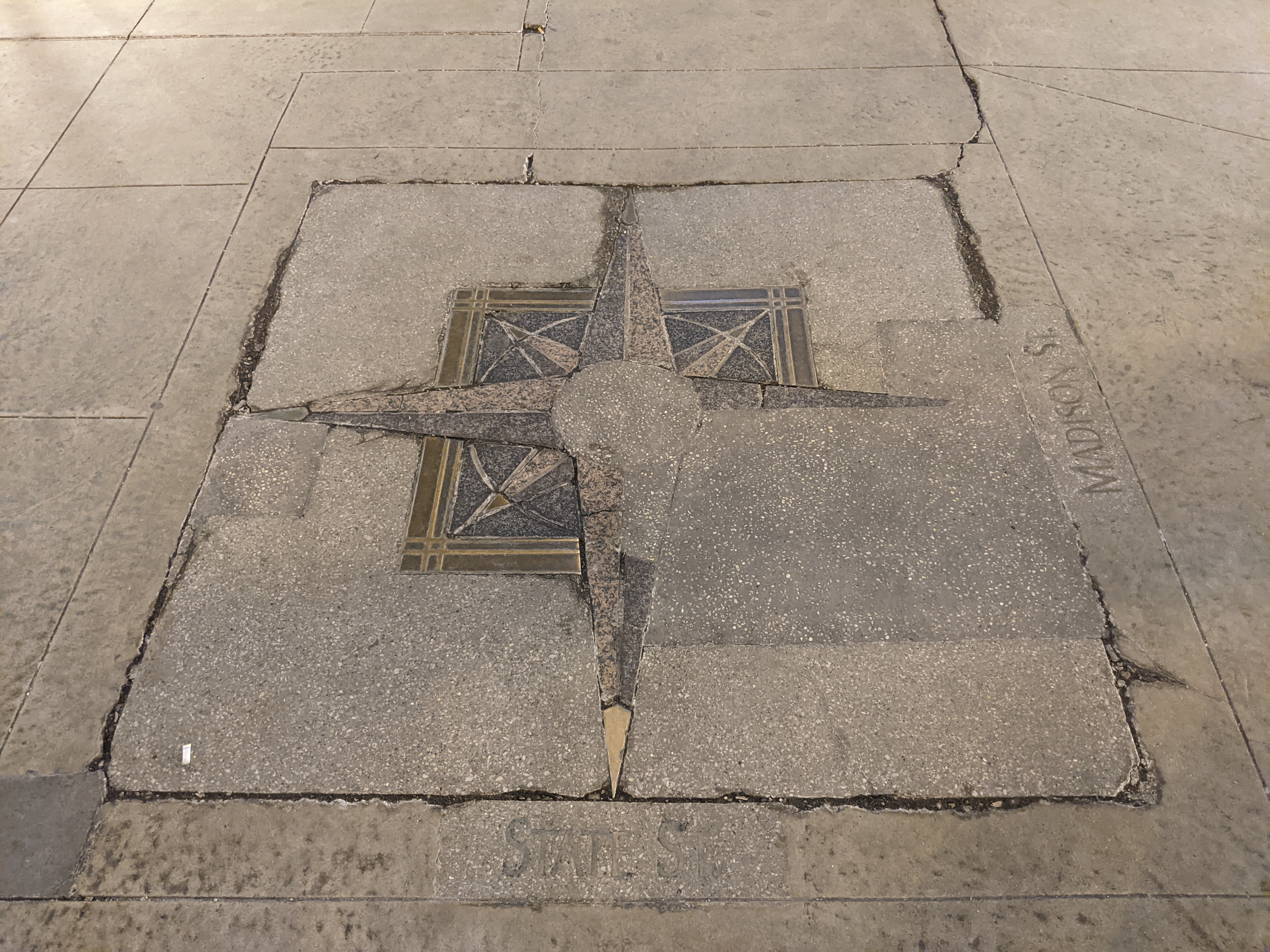
Point zéro à Chicago.

Les États-Unis comptent plusieurs points zéro : un à Washington sur le Zero Milestone devant la Maison-Blanche, un à New York sur le rond-point de Columbus Circle, et un à Chicago à l'angle de State Street et de Madison Street.

### France
La France compte plusieurs points zéro :
- un à Paris sur le parvis de Notre-Dame de Paris ;
- un à Marseille, à l'angle de la Canebière et du cours Belsunce (établi en 1927) ;
- un à Lyon sur la place Bellecour au centre de la Presqu'île ;
- un à Grenoble au centre du pont Marius-Gontard reliant le quai de France à la rue Marius-Gontard où le point est matérialisé par une inscription sur les deux murets bordant le pont;
- un à Bordeaux sur une borne en pierre située sur une façade de la place Gambetta.

### Grèce
À Athènes, il se situe sur la place Sýntagma.

### Hongrie
À Budapest, il se situe près du pont Széchenyi lánchíd? Il est marqué par une sculpture en pierre en forme de « 0 ».

### Inde
À Delhi, il se situe au Raj Ghat, le lieu de la crémation de Gandhi.

### Italie
À Rome, il se situe en haut de la colline du Capitole.

### Japon

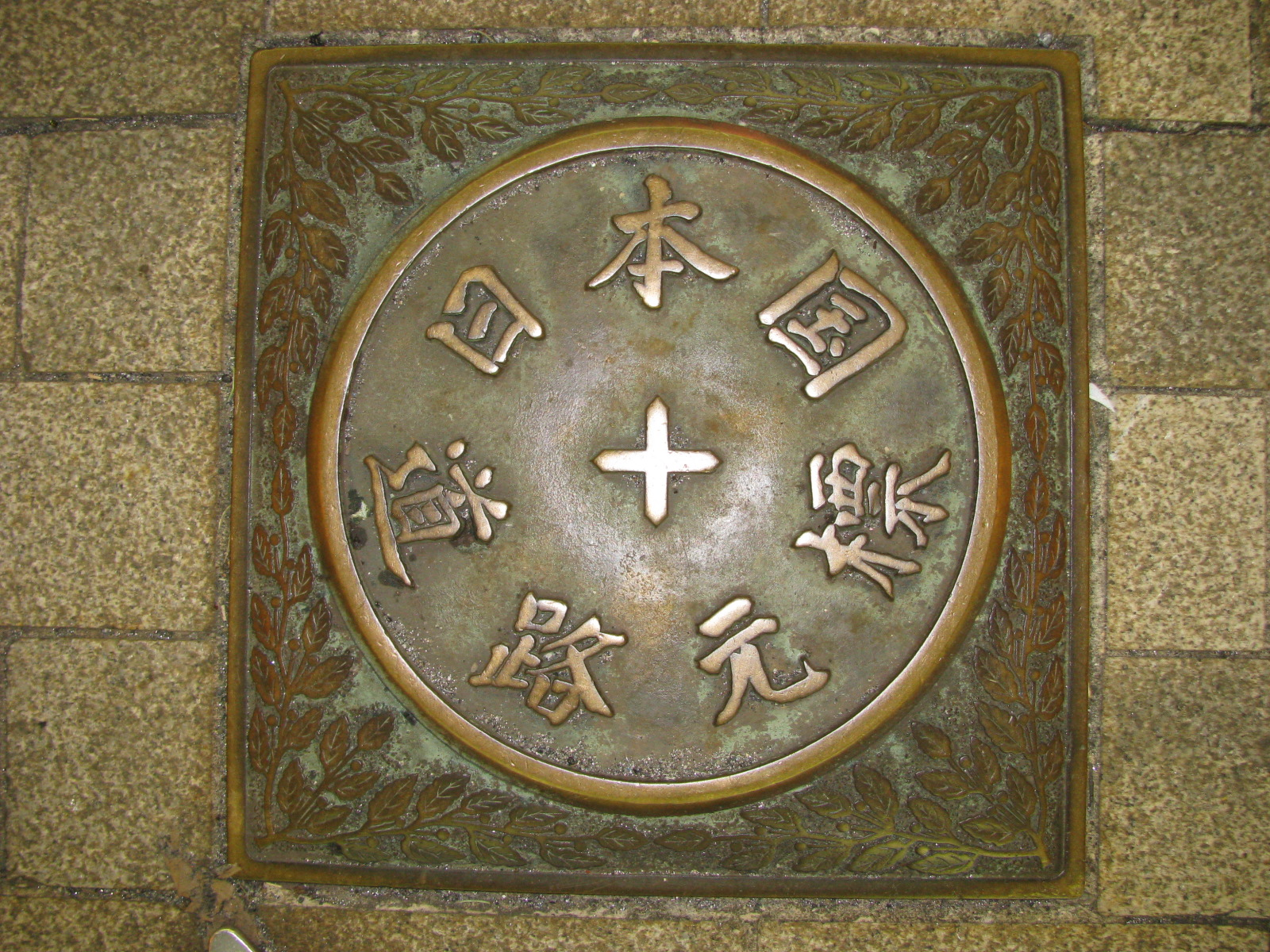
Point zéro à Tokyo.

À Tokyo, il se situe au milieu du pont Nihonbashi, dans l'arrondissement Chūō-ku. En japonais, il s'appelle Nipponkoku Dōro Genpyō (日本国道路元標)[réf. souhaitée].

### Israël
À Jérusalem, à l'époque romaine et byzantine, une colonne commémorative romaine se tient sur la place située devant la porte de Damas, à l'entrée nord de la vieille ville de Jérusalem. Cette colonne sert de point zéro, comme le montre la carte de Madaba. La colonne est démolie après l'époque romaine mais les Arabes continuent d'appeler la porte de Damas par le nom de « porte de la victoire ».
À partir du XXe siècle, le point zéro est placé en dehors de la place, dans le mur près de la porte de Jaffa. L'ouverture dans ce mur est faite en 1898 en l'honneur de l'empereur allemand Guillaume II. Au cours du mandat britannique en Palestine, il est installé sur une position élevée. Il n'existe désormais plus aucune indication de ce point[réf. nécessaire].

### Moldavie
À Chișinău, il se situe sur une plaque de bronze et de marbre posée en 2012 devant le bureau central de la poste de Moldavie.

### Royaume-Uni

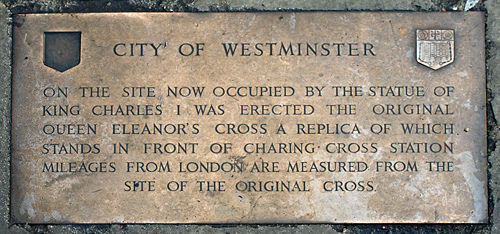
Plaque près du point zéro à Londres.

À Londres, il se situe à Charing Cross, sur la statue équestre de Charles Ier. Ce point est également considéré comme étant le centre de la capitale britannique[réf. nécessaire].

### Russie
À Moscou, il se situe sur une plaque de bronze juste en face de la chapelle de la portes Ivères, dans un court passage reliant la place Rouge à la place du Manège il est flanqué du musée historique d'État de Moscou et de la Douma.

### Suède
À Stockholm, il se situe près de la statue équestre de Gustave II Adolphe, au nord du palais de la Diète nationale de Suède.